# Amstrad Mega PC

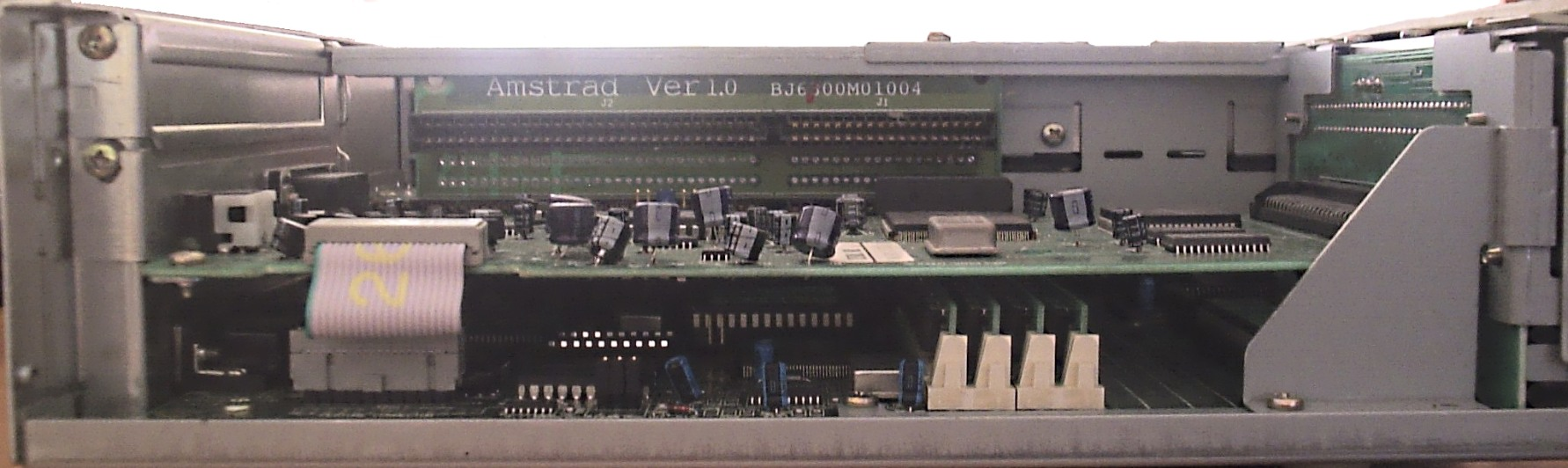
Vista lateral de la unidad donde se aprecia la tarjeta ISA, la ranura libre y la posición de los SIMMs

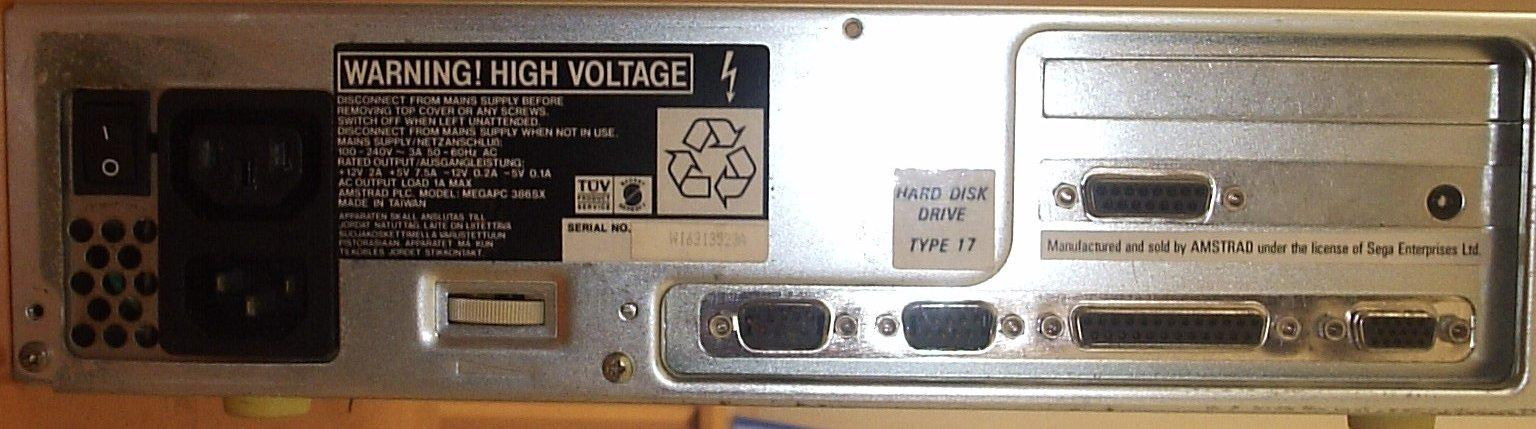
Vista trasera con detalle de los conectores

El Mega PC es una computadora personal fabricada por Amstrad en colaboración con Sega y Microsoft, en 1993. Es similar pero no relacionada al Sega TeraDrive. Esencialmente es un Amstrad PC7386 estándar con hardware de Sega Mega Drive incluido de serie (en forma de tarjeta de expansión ISA), la que a su vez hace de tarjeta de sonido.
Inicialmente lanzado en regiones PAL como Europa y Australia en 1993, su éxito fue corto debido a su precio minorista alto de 999.99 £ (más tarde reducido a 599 £) y a una CPU que ya estaba desfasada en el momento del lanzamiento del sistema. Es ligeramente más fácil de adquirir un Amstrad Mega PC que el Sega TeraDrive debido a que se fabricaron más unidades. Aun así, en años recientes, se ha convertido en objeto de coleccionistas de Retroinformática, siendo cada vez más difícil de encontrar.[cita requerida]

## Detalles Técnicos
- CPU Intel 80386SX a 25 MHz, Motorola 68000 a 7,14 MHz
- memoria RAM 1 MiB ampliables a 16 en placa base mediante 4 SIMMs de 30 contactos.
- VRAM 256 KB del adaptador gráfico SVGA integrado ampliables a 512.
- Teclado QWERTY IBM AT estándar de 102 teclas tipo PS/2.
- Soporte
  - Unidad de disquete interna de 3,5 pulgadas HD bajo la trampilla deslizante.
  - Disco duro IDE de 40 MB
  - Mediante tarjeta adaptadora SCSI, cualquier sistema de almacenamiento masivo con drivers para MS-DOS
- Entrada/Salida :
  - Puerto de ratón PS/2
  - Puerto de teclado PS/2
  - Joystick analógico IBM PC estándar
  - Minijack de sonido (en caso de que la pantalla dedicada falle)
  - Puerto Monitor VGA con señales PC/Megadrive/Sonido
  - Puerto paralelo de Impresora DB-25
  - Dos puertos RS-232 DE-9
  - Dos Bus ISA en una rise card, uno ocupado por la tarjeta Mega Drive
  - 2 tomas gamepad variante Sega Mega Drive (Conector DE-9 macho) en el frontal bajo la trampilla deslizante
- Sistema operativo MS-DOS 5.0 con Amstrad Desktop (Actualizable a Windows 3.1 o a Windows 95)

En general, el Mega PC es considerado como un equipo más eficaz al ser más robusto que el Sega  TeraDrive, y con una más eficaz circulación del aire. El Mega PC es compatible IBM PC e incluye una tarjeta ISA con el hardware de la Mega Drive, un gamepad Mega Drive, Teclado, Ratón, Monitor, Joystick y altavoces internos.
La máquina venía con 1 MiB de memoria RAM, proporcionado por 4× 256KB SIMM de 30 pines. Era ampliable hasta 16 MiB utilizando 4 módulos de memoria de 4 MiB cada.
A pesar de que presume de una especificación más alta que el Sega TeraDrive (teniendo más RAM y un procesador más rápido), las especificaciones del Mega PC estaba una generación por detrás de su tiempo con el Intel 80486 como el procesador medio del mercado y el primer Intel Pentium lanzado el mismo año que el Mega PC. El sistema era incapaz de actuar como Kit de desarrollo de software debido a su incapacidad de utilizar simultáneamente el hardware PC y el Mega Drive. Una cubierta deslizante en el frente de la unidad impidió la inserción de un cartucho Mega Drive mientras se utilizaba el hardware de PC.

### Entrada/Salida
La máquina presenta en su trasera muchos puertos de entrada/salida. Estos incluyen dos puertos serie, un puerto paralelo de 25 pines, un puerto VGA  que combinaba las señales VGA  y sonido (solo para un monitor Amstrad único), un conector minijack de altavoces/auriculares, y un puerto de joystick de 15 pines.
La placa madre incluye una ranura ISA de 16 bits sobre la que se monta una placa hija que proporciona dos ranuras ISA de 16 bits. La ranura inferior está ocupada por la tarjeta Mega Drive el cual proporciona conexiones para sonido en la trasera de la máquina y una conexión para el cartucho Mega Drive delante. La otra ranura queda libre para expansión (como la adición de un módem o una tarjeta de red).
El Sega TeraDrive incluye conectores RCA de sonido y vídeo compuesto NTSC para conexión a una televisión, mientras que el Mega PC carece de esta característica, pero todavía pueda ser conectado a una televisión PAL mediante Euroconector. Las señales de salida PC y Mega Drive se encuentran en el conector VGA compartido, pero mientras que la señal de salida Mega Drive es todavía 15 kHz RGB, lo que las pantallas HD no funcionan bien en dicho modo, funciona bien cuándo se conecta a una televisión que utiliza SCART. Al utilizar el hardware de PC, sólo puede utilizarse un monitor VGA o Multisync o una pantalla HD porque la señal de salida es de 31 kHz.

### Compatibilidad
Amstrad entrega un gamepad con su marca que es internamente idéntico a los de Sega, pudiendo usarse en cualquier sistema.

## Periféricos
Amstrad incluye varios periféricos con su Mega PC:
- Monitor Amstrad Dual sync 15 kHz/31 kHz de 14 pulgadas y color blanco con altavoces internos
- Gamepad estándar Mega Drive en color blanco y marca Amstrad
- Joystick PC Amstrad blanco
- Teclado y ratón con interfaz PS/2 y marca Amstrad
- Paquete de actualización para Windows 3.1
- Paquete de actualización para Windows 95

## Mega Plus
Amstrad lanzó con posterioridad un segundo sistema como sucesor del Mega PC llamado el Amstrad Mega Plus, con unas especificaciones ligeramente más altas, con un microprocesador Cyrix Cx486SLC a 33 MHz y una memoria RAM de serie de 4 MiB en 4 SIMMs de 1 MiB.